# Władysław Bylicki

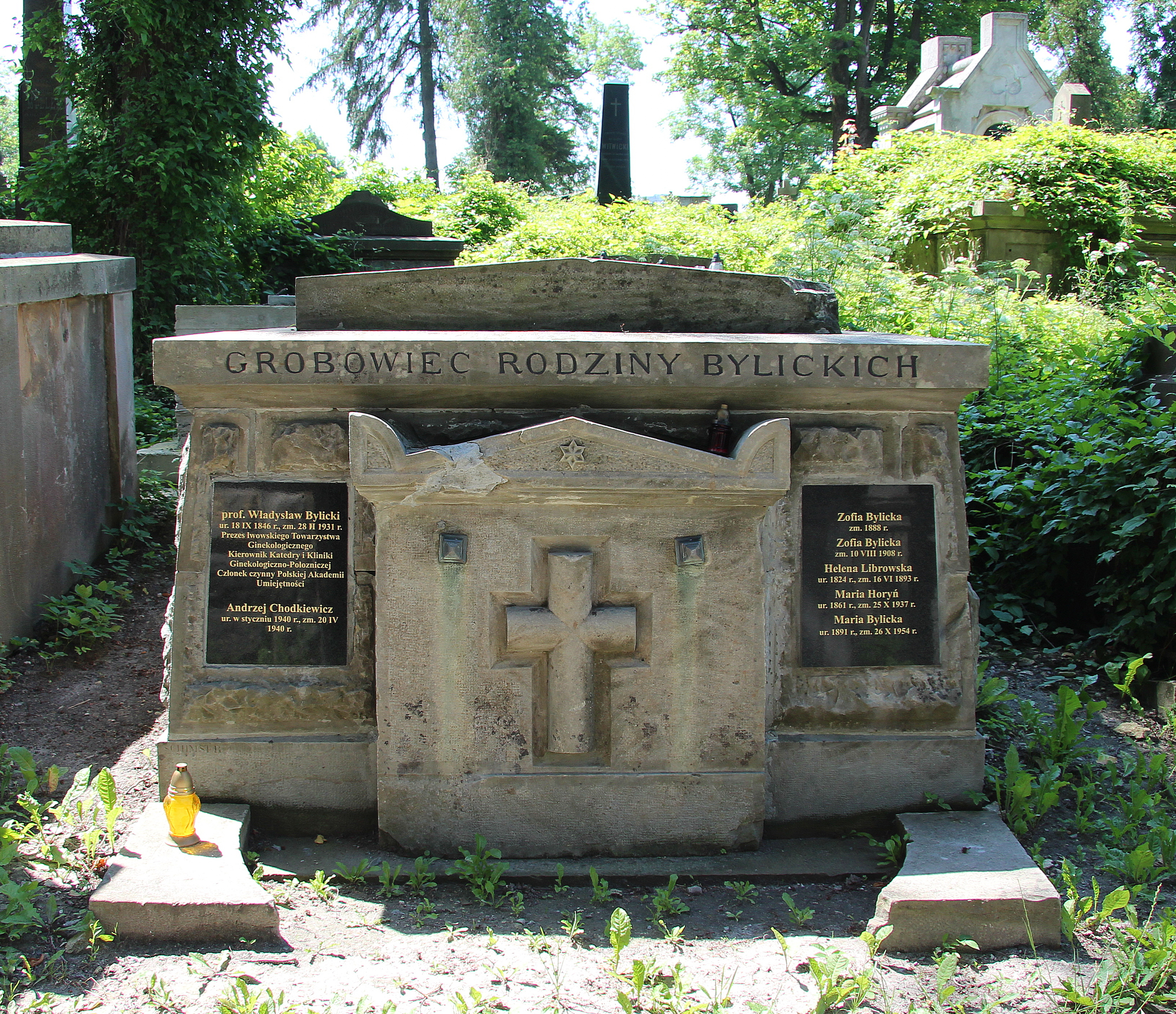
Grób Władysława Bylickiego

Władysław Bylicki (ur. 18 września 1846 w Krakowie, zm. 28 lutego 1931 we Lwowie) – polski ginekolog i położnik. Brat Franciszka, powstańca z 1863, sybiraka, literata, pedagoga i muzyka.

## Życiorys
Syn Wiktora i Pauliny z Domosławskich, jego bratem był Franciszek Bylicki. Studiował na Wydziale Lekarskim Uniwersytetu Jagiellońskiego, od 1871 przez trzy lata był sekundariuszem na oddziale ginekologiczno-położniczym w krakowskim szpitalu św. Łazarza. W 1877 został pracownikiem naukowym w macierzystej uczelni, rok później przeprowadził się do Lwowa, gdzie rozpoczął pracę na Uniwersytecie Lwowskim równocześnie prowadząc praktykę lekarską. W 1899 uzyskał etat docenta w zakresie ginekologii i położnictwa na tamtejszym Uniwersytecie, w 1907 został profesorem tytularnym, a od 1913 profesorem nadzwyczajnym. Podczas I wojny światowej zajmował stanowisko dyrektora lwowskiego oddziału Czerwonego Krzyża, był dyrektorem szpitala rezerwowego Czerwonego Krzyża we Lwowie. W latach 1918–1920 był kierownikiem Katedry i Kliniki Ginekologiczno-Położniczej. Piastował funkcję prezesa lwowskiego Towarzystwa Ginekologicznego
Opracował konstrukcję miednicomierza tzw. "cyrkiel Bylickiego", był autorem nowatorskiej metody precyzyjnego pomiaru wymiarów prostego wchodu miednicy (coniugata obstetrica), która miała szczególne znaczenie podczas porodów w przypadkach miednicy ścieśnionej.
Od 1930 członek czynny Polskiej Akademii Umiejętności.

## Odznaczenia
- Odznaka oficerska Czerwonego Krzyża z dekoracją wojenną (1917)[4]